# عبد الأعلى السبزواري
السيد عبد الأعلى بن علي رضا بن عبد العلي الموسوي السبزواري (18 ذو الحجة 1328 هـ/21 ديسمبر 1910م-27 صفر 1414 هـ/16 أغسطس 1993م). هو مرجع ومُفسّر وفقيه شيعي إيراني يعد من كبار فقهاء الامامية وعلمائها المشهورين. كان يقيم بمدينة النجف العراقية، تسنّم المرجعية العليا بعد وفاة أبي القاسم الخوئي، وأخذ الكثير من الشيعة في العراق والكثير منهم في إيران وباقي البلدان الإسلامية يرجعون إليه في تقليدهم؛ إلا إن ذلك لم يدم طويلاً لوفاته بعد فترة قليلة سنه وشهر. وقد ساهم السبزواري خلال فترة مرجعيته القصيرة في نشاطات سياسية واجتماعية، واضطلع في تلك الفترة بنشاط إصلاحي بمدينة النجف أواخر أيام حياته ومن المراجع المحبوبين جدا لدى الشيعة.

## نسبه وأسرته
هو عبد الأعلى بن علي رضا بن عبد العلي بن عبد الغني بن محمد السبزواري، وتصل شجرة عائلته إلى محمد العابد بن موسى بن جعفر الكاظم، وينتمي إلى عائلة متدينة معروفة فوالده كان من رجال الدين في سبزوار وكذلك عمه عبد الله السبزواري الذي كان خطيباً حسينياً، وأخوه فخر الدين الذي كان يحمل لقب «آية الله».
تزوج امرأةً تنتمي لأسرة آل المدرسي وأنجب منها ابنتان احداهما تزوجت محمد رضا المدرسي والاخرى تزوجت حسين الشاهرودي، وثلاثة ذكور هم:
1. محمد السبزاوري (ت. 1414 هـ): وكان يعد من رجال الدين وأساتذة الحوزة في النجف حيث كان يدرّس فها في مرحلة السطوح العالية، وقد هاجر إلى إيران وفيها بدأ تدريس البحث الخارج، وقد توفي في ذي القعدة 1414 هـ على إثر حادث وقع له بين قم وطهران.
2. علي السبزواري: من رجال الدين والأساتذة الكبار لبحوث الخارج في الفقه والأصول في مدينة النجف ويشغل حالياً مكان أبيه في المهام الاجتماعية التي كان يؤديها والده وإمام للجماعة في مسجد السيد السبزواري الذي أسسه والده والذي يعد من أهم مراكز الدراسة في الحوزة العلمية في النجف ومن أجملها من حيث الزيارة الإسلامية.
3. حسين السبزواري: رجل دين وإمام جماعة أدى دوره الجماعي من خلال صلاة الجماعة وبث التشيع، درس في النجف واستقر بمدينة مشهد حتى توفي في صباح 12 يناير 2023.[1]

## ولادته ونشأته
ولد السبزواري في الثامن عشر من شهر ذي الحجة 1329 هـ بمدينة سبزوار الإيرانية والتي منها اكتسب عائلتهم لقبها السبزاوري، وفيها نشأ وترعرع في كنف أبيه وتحت رعايته فتعلم القراءة والكتابة في سن مبكرة ثم درس الأوليات في النحو والصرف والمنطق وبعض المتون الفقهية حتى أكمل مرحلة السطوح؛ عند ذلك قرر والده إرساله إلى مدينة مشهد لإكمال دراسة السطوح كما درس العرفان والتفسير عند الشيخ حسن علي النخودكي الأصفهاني ثمّ هاجر إلى مدينة النجف لإكمال دراسته الحوزوية، وأخذ يحضر دروس أساتذتها المعروفين محمد حسين النائيني، وضياء الدين العراقي، وأبو الحسن الاصفهاني، ثمّ استقلَّ بتدريس البحث الخارج في الفقه الأصول في مسجده الذي كان يقيم فيه صلاة الجماعة بمحلَّة الحُوَيش في النجف والف في اثناء ذلك موسوعته الفقهية «مهذب الاحكام» وهي من أكثر الموسوعات الفقهية معالجة ومفسرة للنصوص الدينية بطريقة وفهم عرفاني ووجداني وهو ما يعبر عنه في مصطلح الدراسات التقليدية في الحوزة الذوق الفقهي حيث كان اية الله السبزواري صاحب رؤية وذوق فقهي عالي انعكس على موسوعته وسائر تصانيفاته وفي عرض ذلك كان له دروس في التفسير والفلسفة فتخرَّج على يديه العديد من الفضلاء واصبح من كبار مراجع الشيعة والمفسرين حيث يعد تفسيره مع تفسير الميزان في الصدارة من تفاسيرالشيعة ويعتبر السبزواري من رموز علماء العرفان والاخلاق وله كرامات كثيره يتناقلها الناس ومذكورة في بعض الكتب وقد كتبت دراسات كثيره عن حياته وأخرى ماجستير ودكتوراه عن منهجه الفقهي والأصولي والتفسيري وقد طبعت كلها وأخيراً قامت العتبة العلوية بطباعة احدها وقد اقيمت له مؤتمرات علمية في النجف من قبل كلية الفقه وفي قم وسبزوار من قبل الحوزة العلمية وأصدرت الهيئة المشرفه على المؤتمر تسعة مجلدات متعلقة بحياة وفكر ومنهج السبزواري في موسوعاته الفقهية والأصولية والتفسيرية.

## أساتذته وتلامذته

### أساتذته
أساتذته في النجف
| - محمد حسين الأصفهاني، المعروف بالكُمباني - أبو الحسن الموسوي الأصفهاني - محمد حسين الغروي النائيني - ضياء الدين العراقي | - محمد جواد البلاغي - حسين البادكوبي - علي القاضي |

### تلامذته
أما تلامذته فكثيرون، ومنهم:
| - جمال الدين الحسيني الاسترآبادي. - محمد علي الطباطبائي - عبد العزيز الطباطبائي اليزدي. - إبراهيم الموسوي الزنجاني. | - أبو الحسن مجتهد المزارعي. - حسين الراستي الكاشاني. - محمد منصور الستري. | - ابنه علي السبزواري ومحمد السبزواري . - محمّد تقي الجعفري. | - نور الدين الواعظي. - محمد علي الخرسان. ومحمد كلانتر. ويوسف الطباطبائي. ومهدي الباعثي عبد الكريم الكشميري. |

## مؤلفاته
ترك مجموعة من الكتب والمؤلفات والمصنفات وجميعها باللغة العربية، ومنها:
| - إفاضة الباري في نقض ما كتبه الحكيم السبزواري. - مهذب الأحكام في بيان الحلال والحرام 1-30 مطبوع يعتبر من أكبر الموسوعات الفقهيه الاستدلالية لدى الشيعة. - مباحث مهمّة فيما تحتاج إليه الأمة. - مواهب الرحمن في تفسير القرآن1-14 مطبوع موسوعه تفسيريه للقران الكريم حاوي للكثير من المعارف والعلوم الإسلامية وتعتبر من أهم تفاسير الشيعة. - رفض الفضول عن علم الأصول. كتاب مختصر في علم الأصول يقع في مجلدين؛ الأول في في مباحث الألفاظ من المجمل إلى المبين، والثاني في الأصول العملية. - حاشية على تفسير الصافي. - حاشية على العروة الوثقى لمحمد كاظم الطباطبائي اليزدي]] مطبوع. - حاشية على جواهر الكلام. - حاشية على بحار الأنوار1-2 مطبوع. - جامع الأحكام الشرعية مطبوع. | - حاشية وسيلة النجاة. هذا الكتاب حاشيةٌ على كتاب وسيلة النجاة، وهو الرسالة العملية لأبي الحسن الأصفهاني. - منهاج الصالحين1-2 مطبوع. - اختلاف الحديث. - تهذيب الأصول 1-2 مطبوع موسوعه في علم الأصول تنحى جانب الاختصاروالتهذيب لعلم الأصول. - لباب المعارف. كتاب في أصول الدين الخمسة - عند الشيعة الإثني عشرية - من التوحيد إلى آخر المعاد والخلود والجنة والنار، ويقع في مجلدين. - فروع الدين. - مناسك الحج مطبوع. - معين الفقيه. - التقية. توضيح المسائل بالفارسي مطبوع . |

## وفاته
كانت وفاته في صباح يوم السادس والعشرين من شهر صفر عام 1414 هـ ونقل جسده إلى الحرم العلوي وصلى عليه علي البهشتي، ودُفن في المكان المعد لدفنه في شارع الرسول الأعظم بجوار المسجد الذي يصلي فيه والذي وسعه إلى اضعاف ما كان عليه وهو من أجمل مساجد النجف وكان لنبأ رحيله صدى واسع في ارجاء العالم الإسلامي لاسيما الشيعي منه حيث اقيمت له المجالس التابينية في جميع ارجاء العالم ورثاه كثير من المفكرين والأدباء.

### كتب
- الذريعة إلى تصانيف الشيعة. آغا بزرگ الطهراني، طبع بيروت - لبنان، 1403 هـ / 1983 م، منشورات دار الأضواء.

### إشارات مرجعية
1. ↑  "وفاة السيد حسين السبزواري". وكالة نون الخبرية. 12 يناير 2023. مؤرشف من الأصل في 2023-01-15. اطلع عليه بتاريخ 2023-01-15.
2. ↑  الطهراني، آغا بزرگ. الذريعة إلى تصانيف الشيعة - ج11. ص. 242. مؤرشف من الأصل في 2019-12-18.
3. ↑  الطهراني، آغا بزرگ. الذريعة إلى تصانيف الشيعة - ج18. ص. 281. مؤرشف من الأصل في 2020-01-11.